# Ophiobyrsa intorta
Ophiobyrsa intorta är en ormstjärneart som först beskrevs av Jean Baptiste François René Koehler 1922.  Ophiobyrsa intorta ingår i släktet Ophiobyrsa och familjen skinnormstjärnor. Inga underarter finns listade i Catalogue of Life.